# Колоніальна війна Португалії
Колоніальна війна Португалії (порт. Guerra Colonial, Guerra do Ultramar) — загальна назва серії збройних конфліктів, спричинених національно-визвольним рухом в африканських колоніях Португалії у 1960—1970-х роках.

## Передумови
Проникнення Португалії в Африку почалось у XV—XVI століттях. На деяких територіях вони отримали торгову перевагу, однак завершили встановлення свого контролю над ними лише наприкінці XIX — початку XX століття. Ті землі формально вважались заморськими територіями Португалії. Було проголошено політику асиміляції, в межах якої португальські колоністи й місцеве населення вважались єдиною расою, однак фактично існувала значна дискримінація. Місцеве населення мало важкі умови життя й було змушено працювати на португальців практично у статусі рабів.

Португалія та її африканські колонії

Зростання національної самосвідомості африканських народів і прискорення процесів деколонізації у 1950-х та на початку 1960-х років призвели до створення політичних об'єднань в колоніях. Коли стало зрозуміло, що Португалія не має наміру надавати незалежність африканським народам, ці політичні об'єднання взяли курс на збройну боротьбу.

## Перебіг подій
1961 року почалось повстання в Анголі, 1962 — у Гвінеї-Бісау, 1964 — в Мозамбіку. Основними антипортугальськими силами були партії МПЛА (Ангола), ПАІГК (Гвінея-Бісау), ФРЕЛІМО (Мозамбік), однак у всіх країнах існували більш дрібні рухи, які також виступали проти португальців, але мали суперечності з провідними угрупуваннями. Це нерідко призводило до розбрату й кровопролиття всередині антипортугальського руху, який набув найбільш жорсткої форми Анголі.
У всіх трьох країнах повстання вилились у тривалі партизанські війни. Повстанці отримували моральну та військову підтримку від СРСР, Китаю та низки країн, що не приєднались, діяли з територій сусідніх незалежних африканських країн. Португальська армія, зі свого боку, намагалась запечатати кордони колоніальних володінь й у масовому порядку проводила перегрупування цивільного населення до «стратегічних сіл» з метою посилення контролю над ним. Доволі ефективною показала себе застосована в Мозамбіку на початку 1970-х тактика рішучих і масованих атак на повстанські бази, однак пов'язані з цим втрати змусили португальське керівництво від неї відмовитись. Португалія не мала достатньо сил, щоб ефективно вести війну одразу на трьох фронтах, тим більше за умов часткової міжнародної ізоляції.
Португальська армія відволікалась від виконання своїх зобов'язань за угодою НАТО, що спричинило невдоволення серед союзників по альянсу, а значні фінансові видатки на війни вкрай негативно позначались на умовах життя в країні. Війни, що затягнулись, та людські втрати спричинили невдоволення населення.
Найуспішнішим був партизанський рух у Гвінеї-Бісау, де партизани 1973 року почували себе настільки впевнено, що проголосили незалежність на звільненій території; у сучасній історіографічній традиції вважається, що у Мозамбіку війна закінчилась «у нічию», а в Анголі португальці здобули стратегічну перемогу.
У квітні 1974 року група армійських офіцерів, які втратили віру в перемогу в колоніях, здійснила в Португалії переворот («революція гвоздик»), після чого почався діалог з африканськими повстанцями. 1975 здобули незалежність Ангола, Мозамбік, Гвінея-Бісау та Східний Тимор. Після п'ятнадцяти років війни в Африці Португалія втратила там свої колонії, а разом із ними — статус колоніальної держави.